# Samovyšetření varlat

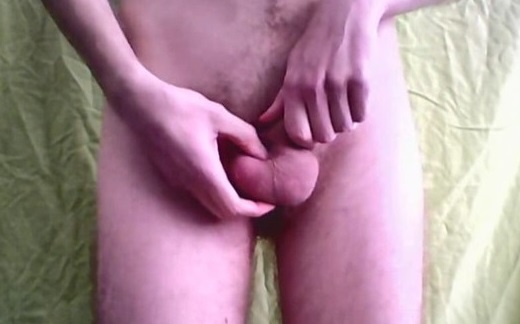
Muž provádějící samovyšetření varlat

Samovyšetření varlat je postup, kdy si muž vyšetří vlastní varlata a šourek.
Je to jedna z metod, doporučovaných pro odhalení nádorového onemocnění varlat. U mužů ve věku 15 až 40 let je rakovina varlat nejčastějším zhoubným nádorem. Takový nádor se typicky projevuje bezbolestným otokem varlat, bulkou nebo jakoukoli změnou tvaru nebo struktury varlat. Může ohrozit život nemocného, při včasném odhalení je však úspěšně léčitelný. Jedním z rizikových faktorů je rodinná anamnéza rakoviny varlat.
Mužům se proto doporučuje pravidelně prováděné samovyšetření. Samovyšetření by se mělo provádět počínaje pubertou, jedenkrát měsíčně po teplé sprše či koupeli, obvykle doma ve stoje před zrcadlem. Vyšetření u lékaře by se měli podrobit ti, co zaznamenají některý z následujících příznaků:
- bulka na varleti
- bolest
- změny konzistence
- krev ve spermatu během ejakulace
- nahromadění tekutiny v šourku
- změna velikosti jednoho či obou varlat